# Ельмінія сиза
Ельмінія сиза (Elminia albicauda) — вид горобцеподібних птахів родини Stenostiridae.

## Поширення
Вид поширений в Африці. Трапляється в таких країнах як Ангола, Бурунді, Демократична Республіка Конго, Малаві, Мозамбік, Руанда, Танзанія, Уганда, і Замбія. Мешкає у тропічних та субтропічних дощових лісах, у вологих саванах.